# アトメートル
アトメートル（Attometre, 記号am）は、国際単位系の長さの単位で、10−18メートル (m)。
- 1 am = 0.001 fm = 10−18 m

ゼプトメートル ≪ アトメートル ≪ フェムトメートル
電磁力と「弱い力」が統一されるスケールであり、現在の素粒子物理学「標準理論」で扱うスケールである。
また、加速器による実験で検証可能な最小スケールでもあり、現代物理学で解明されている最小スケールである。